# 山崎和佳奈
山崎和佳奈（日语：／ Yamazaki Wakana，1965年3月21日—），日本女性配音員、旁白、舞台演員。出身於神奈川縣橫濱市，成長於京都府京都市。青二Production所屬。身高153cm。A型血。
代表作有《名偵探柯南》（毛利蘭）、《橘子醬男孩》（秋月茗子）、《甜蜜小天使 (1998年版)》（加賀美厚子）、（古城杏美）、旁白《獨家新聞！》、《SUNDAY JAPON》、《TURNING POINT》。

## 概要

### 經歷
同志社女子中學校·高等學校、同志社大學工學部工業化學工學科畢業。
受寶塚歌劇團影響立志表演話劇。中學和高中都是話劇社所屬。大學在劇團劇團卒都婆小町工作同時還在進行有機化學的研究。畢業論文主題叫「四羰基鐵酸鹽與環氧化物的反應」。大學畢業後她沒有放棄成為演員的夢想，在公司職員時代的週末去青二塾大阪校（5期生）學習。劇團卒都婆小町舞台演出的經驗對她很有幫助，2年後從青二塾畢業，辭職後前往東京。近半年的時間裡幾乎沒有什麼工作，只在廣播劇CD劇中擔任配角暫時出道，之後她繼續上課大約一年，靠當導遊和一些打工為持生計。
在擔任零星的旁白和主持人的工作之後，加入了青二Production。次年1991年以電視動畫《裝甲拯救隊》的天神林蘭一角正式配音出道，但還是繼續打工了一段時間，同時她的配音工作逐漸增加。不久之後能夠全面投入配音和舞台演員的工作，直到1996年透過《名偵探柯南》的毛利蘭一角一舉成名。
1992年5月播出的《超級聖魔大戰》到1995年的《近所物語》等朝日電視台系列週日早上8點時段的動畫作品都有常駐演出。在舞台劇和旁白方面也有活動。
2015年，與同行日高範子和松井菜櫻子3人一起組成音樂組合「backdrops」，並發行出道單曲《Don't fly！》。

### 人物
興趣：武打、舞蹈、日本舞。擅長方言：關西方言。
暱稱。
除了《名偵探柯南》的毛利蘭（下述）之外，《橘子醬男孩》的秋月茗子也被列為有情懷的角色，其理由是「即使在敏感時期遇到了困難，我也能夠努力地活下去，被自己的演出表現所鼓勵」。
在《ONE PIECE》中，她從第70話到78話代替產休的岡村明美飾演娜美一角。當時，山崎正在飾演娜美的義姊虹子，儘管音質不同，但她想知道為什麼會被指定時，工作人員告訴她：「在妹妹危難之時救她是理所當然的」。就忍不住笑了起來，但她覺得不應該讓觀眾感到不舒服，所以反覆看了影片並研究岡村創造的娜美這個角色，想辦法撐過去了。之後在「多雷斯羅薩篇」中山崎飾演絲卡蕾特。

### 《名偵探柯南》毛利蘭
對於《名偵探柯南》中毛利蘭一角，為毛利蘭配音的山崎和佳奈在劇場版上映的舞台問候、對話、採訪中坦言「毛利蘭對我來說是一個特別的人」，而且是演出時間最久的角色。至今也已經成為其生活的一部分，本人說可以用自然的聲音自然地表演。
稍早山崎獲得毛利蘭的角色是在「週刊少年Sunday廣告劇場」時收到了演出邀請，沒有經過試鏡就直接由她擔任。之後又依據電視動畫再次進行試鏡才正式被選上。
隨著毛利蘭是空手道高手的設定，自己也開始認真學習劍術和太極拳，對於角色的場景，她體驗了高空彈跳，而且每天不斷地磨練以接近「毛利蘭」的角色。

## 演出
粗體字表示主要角色。

### 電視動畫
1990年
- 西瓜皮先生（綠）

1991年
- 青澀花園（桐生）
- 奇天烈大百科（1991年－1996年，麗子、咲子、琉璃子、花丸五月）
- 裝甲拯救隊（天神林蘭[17]）
- 櫻桃小丸子 (第1期)（春子）
- 勇者鬥惡龍 達伊的大冒險 (1991年版)（索拉公主）
- 電腦小奇俠（日语：ゲンジ通信あげだま）（吉良良仁美）
- 校園七大不可思議神秘事件（日语：ハイスクールミステリー学園七不思議）（笹原清美）
- 我與我 兩個綠蒂（布麗姬特）

1992年
- 蠟筆小新（1992年－2000年，女教練、鶴、女將、便當屋 等）
- 超級聖魔大戰（1992年－1993年，阿姆爾[18]／月光聖亞馬遜·阿姆爾[注 4]）
- 超電動機械人 鐵人28號FX（法蘭索娃絲·波爾多）
- 美少女戰士系列（1992年－1996年，簡琳、蕾絲、同感〈SIMPATIA〉的可安、瑪麗亞姐姐、教子、妮赫蕾妮亞〈少女時期〉）4系列
- 神通小精靈（楠田枝威子〈第2代〉）
- 超時空保姆（高橋千草）

1993年
- GS美神（瑪莉亞[19]、櫥窗辣妹領袖、小龍姬）
- 疾風無敵銀堡壘（新聞主播）
- 小小男子漢（1993年－1994年，山川道子、女孩子A）
- 奇蹟☆女孩（瑪麗）

1994年
- 機動武鬥傳G鋼彈（班尼·希金斯[20]）
- 足球小將翼J（赤嶺真紀）
- 真拳傳說（日语：真拳伝説タイトロード）（薩拉·瓊斯[21]）
- 超變身俏妞（日语：超くせになりそう）（美智留）
- 家有賤狗（小百合）
- 橘子醬男孩（1994年－1995年，秋月茗子）
- 奪寶奇謀（阿里埃爾）
- 紅色巴隆（美人魚、女性軍官）

1995年
- 動畫世界的童話（日语：世界名作童話シリーズ ワ〜ォ!メルヘン王国）（次女、公主、拇指姑娘、安娜貝拉）
- 黃金勇者合體（幼兒園老師）
- 怪盜Saint Tail（千夏）
- 空想科學世界（菲比）
- 近所物語（太田麻衣）
- 忍者亂太郎（美女）
- 酷媽寶貝蛋（保健中心工作人員B）
- （天天）

1996年
- 鬼太郎 (第4作)（惠理、骨女、美術教授）
- 名偵探柯南（1996年－，毛利蘭[22]）
- 名偵探柯南：鋼琴奏鳴曲「月光」殺人事件（毛利蘭）

1997年
- （古城杏美）
- 七龍珠GT（ビッシュ）
- 貓狐警探（日语：はいぱーぽりす）（立花綾美）

1998年
- （瑪麗）
- 餓沙羅鬼（伊什塔爾飛行員）
- 金田一少年之事件簿（1998年－2007年，綾辻真理奈、繪門泉）2系列
- 星方武俠（日语：星方武侠アウトロースター）（水蓮）
- 槍神Trigun（莫妮卡）
- 甜蜜小天使 (1998年版)（加賀美厚子〈厚子〉[23]）
- 神奇寶貝（千里）
- 萬能文化貓娘（白樺智惠子）
- 遊☆戲☆王（影山麗莎）

1999年
- 伊甸少年（黛尼爾莫）
- 神風怪盜貞德（山茶花彌白、米斯特[24]）
- （小梅）
- 週刊故事樂園（日语：ストーリーランド）（1999年－2001年，王女、溫子、武部香、淺井瞳）

2000年
- 傀儡師左近（西村月子）
- 數碼寶貝大冒險02（亞基利獸）
- 炸彈人 彈珠人爆外傳V（微笑公主）
- ONE PIECE（2000年－2016年，虹子、娜美〈代演〉[注 5]、絲卡蕾特）

2001年
- 學園戰記無量（日语：学園戦記ムリョウ）（統原津名）
- 通靈王 (2001年版)（月光）
- 麵包超人（肥皂泡泡公主）
- 野野子（日语：ののちゃん）（藤原老師）

2002年
- 我們這一家（店員B）
- 犬夜叉（鈴奈）
- Sheeep（ジュンちゃん）
- 十二國記（供王珠晶）

2003年
- 魔法少年賈修（高嶺華〈高嶺清麿的母親〉）
- 神魂合體（2003年－2004年）2系列
- 神奇寶貝超世代（朱麗葉）
- 最後流亡（蘇菲亞·佛瑞斯特[25]）

2004年
- 戰區88（安田妙子）
- 老師的時間（北川理央）
- 鼻毛真拳（スズ、少年）

2005年
- 格鬥美神 武龍（日语：格闘美神 武龍）（2005年－2006年，毛蘭）
- 機動新撰組 萌之劍TV（浦澤千）
- 今日大魔王！（葛羅麗亞）
- 異域傳說 The Animation（雪莉·戈德溫、佩雷格里）
- LOVELESS（青柳美咲）

2006年
- 飛輪少年（慶）
- 神樣家族（橘愛的母親）

2007年
- 鬼太郎 (第5作)（2007年－2008年，片岡彰子、姑獲鳥）
- Venus Versus Virus（莉莉絲）
- 物怪 「鵺」（瑠璃姬）

2008年
- 西洋骨董洋菓子店 ～Antique～（波子）

2009年
- 魯邦三世VS名偵探柯南（毛利蘭[26]）

2010年
- Heartcatch 光之美少女！（堀內秋）

2011年
- 名偵探柯南：福爾摩斯的默示錄（毛利蘭）

2012年
- 數碼寶貝合體戰爭 ～穿越時空的少年獵人們～（三藏獸）
- 夏色奇蹟（水越紗季的母親）
- 最後流亡 -銀翼的飛夢-（蘇菲亞）
- ONE PIECE（虹子）

2013年
- 聖鬥士星矢Ω（加莉雅）

2014年
- 魔術快斗1412（毛利蘭）
- 名偵探柯南 江戶川柯南失蹤事件 ～史上最糟糕的兩天～（毛利蘭[27]）

2015年
- 戰國無雙（寧寧）

2016年
- Schwarzesmarken（瑪蕾妮·霍恩斯坦因）
- 龍族拼圖X（埃爾多拉）
- 名偵探柯南 Episode"ONE" 變小的名偵探（毛利蘭[28]）
- 名偵探柯南 柯南與海老藏 歌舞伎十八番推理（日语：名探偵コナン コナンと海老蔵 歌舞伎十八番ミステリー）（毛利蘭）

2017年
- 決鬥大師（娜塔德可可）
- ONE PIECE 東海特別篇 ～魯夫與4名伙伴的大冒險～（虹子）
- 七龍珠超（蒙娜[29]）

2018年
- 鬼太郎 (第6作)（2018年－2019年，冬子、千早）

2019年
- 龍族拼圖（2019年－2020年，美子）
- 名偵探柯南 紅之校外旅行（毛利蘭）

2020年
- 名偵探柯南 大怪獸哥美拉VS假面超人（日语：名探偵コナン 大怪獣ゴメラVS仮面ヤイバー）（毛利蘭）

2022年
- 數碼寶貝幽靈遊戲（亞基利獸）
- 名偵探柯南 本廳的刑警戀愛故事 ～結婚前夜～（毛利蘭[30]）
- 名偵探柯南 犯人·犯澤先生（毛利蘭[31]）

2023年
- 飆速宅男 LIMIT BREAK（葦木場的母親）

### 電影動畫
1993年
- 劇場版 美少女戰士R（古麗西娜）

1994年
- 劇場版 GS美神（瑪莉亞）

1995年
- 劇場版 橘子醬男孩（秋月茗子）

1996年
- 劇場版 近所物語（太田麻衣）

1997年
- 名偵探柯南：引爆摩天樓（毛利蘭[32]）

1998年
- 名偵探柯南：第十四號獵物（毛利蘭[33]）

1999年
- 名偵探柯南：世紀末的魔術師（毛利蘭[34]）

2000年
- 名偵探柯南：瞳孔中的暗殺者（毛利蘭[35]）

2001年
- 名偵探柯南：往天國的倒數計時（毛利蘭[36]）

2002年
- 名偵探柯南：貝克街的亡靈（毛利蘭[37]）

2003年
- 名偵探柯南：迷宮的十字路（毛利蘭[38]）

2004年
- 名偵探柯南：銀翼的奇術師（毛利蘭[39]）

2005年
- 魔法少年賈修：機械巴爾漢來襲（高嶺華）
- 名偵探柯南：水平線上的陰謀（毛利蘭[40]）

2006年
- 名偵探柯南：偵探們的鎮魂歌（毛利蘭[41]）

2007年
- 福音戰士新劇場版：序（操作員）
- 名偵探柯南：紺碧之棺（毛利蘭[42]）

2008年
- 名偵探柯南：戰慄的樂譜（毛利蘭[43]）

2009年
- 福音戰士新劇場版：破（操作員）
- 名偵探柯南：漆黑的追跡者（毛利蘭[44]）
- ONE PIECE FILM STRONG WORLD（虹子）

2010年
- 名偵探柯南：天空的劫難船（毛利蘭[45]）

2011年
- 名偵探柯南：沉默的15分鐘（毛利蘭[46]）

2012年
- 名偵探柯南：第11位前鋒（毛利蘭[47]）
- 福音戰士新劇場版：Q（操作員）

2013年
- 名偵探柯南：絕海的偵探（毛利蘭[48]）
- 魯邦三世VS名偵探柯南 THE MOVIE（毛利蘭[49]）

2014年
- 名偵探柯南：異次元的狙擊手（毛利蘭[50]）

2015年
- 名偵探柯南：業火的向日葵（毛利蘭[51]）

2016年
- 名偵探柯南：純黑的惡夢（毛利蘭）

2017年
- 名偵探柯南：唐紅的戀歌（毛利蘭）

2018年
- 名偵探柯南：零的執行人（毛利蘭）

2019年
- 名偵探柯南：紺青之拳（毛利蘭）

2021年
- 名偵探柯南：緋色的彈丸（毛利蘭）

2022年
- 名偵探柯南：萬聖節的新娘（毛利蘭[52]）

2023年
- 名偵探柯南：黑鐵的魚影（毛利蘭[53]）

2024年
- 名偵探柯南：100萬美元的五稜星（毛利蘭[54]）

2025年
- 名偵探柯南：獨眼的殘像（毛利蘭[55]）

### OVA
1991年
- 人魚之森（佐和〈少女時期〉）
- BE-BOP-HIGHSCHOOL（日语：ビー・バップ・ハイスクール）（女學生）

1992年
- 潮與虎（日崎御角、餓眠大人）
- 英雄傳說 王子的啟程（索尼婭）
- BASTARD!! -暗黑的破壞神-（辛·哈利）

1993年
- 超時空世紀歐卡斯02（特里亞、護士）
- 砂的薔薇 雪的默示錄（日语：砂の薔薇）（琳達）
- 創龍傳（何仙姑）

1994年
- 湘南純愛組！（奈津美）

1995年
- 精靈使（日语：精霊使い）（千燁）

1996年
- 湘南爆走族11（今村）
- POWER DoLLS ～歐姆尼OMNI戰紀2540～（朱莉亞·雷巴古）
- FAKE（日语：FAKE (漫画)）（卡爾）

1997年
- AIKa（指南、藍德魯莫〈凱薩琳〉、粉紅德魯莫領袖、粉紅〈絲吉〉、布拉克〈加奈〉）

1998年
- 鬱金香海岸物語（薩魯特）
- 名偵探柯南：試試不可思議的實驗吧！（毛利蘭）
- 名偵探柯南：科學館謎之邀請函事件（毛利蘭）

1999年
- 青山剛昌短篇集 夏日的聖誕老人（安齋明日香）
- 青山剛昌短篇集 偵探喬治的迷你大作戰（日语：探偵ジョージのミニミニ大作戦）（蘆川麻美）
- 青山剛昌短篇集 劍豪，風雲再起（香織）
- 兵蜂PARADISE（酒屋老闆娘）
- BREAK-AGE（日语：BREAK-AGE）（高原彩理）
- 名偵探柯南：來體驗一下繩文吧！（毛利蘭）

2000年
- 傳心 守護月天！（山野邊翔子〈第3代〉）
- 名偵探柯南：柯南vs.基德vs.鐵劍 寶刀爭奪大決戰!!（毛利蘭）
- 名偵探柯南：互聯網謎之郵件事件（毛利蘭）
- 令人恐怖的日本昔話（阿龍、美女A）

2001年
- 名偵探柯南：來自金字塔的挑戰書！（毛利蘭）

2002年
- 名偵探柯南：16個嫌疑犯（毛利蘭）

2003年
- 名偵探柯南：柯南、平次與失蹤的少年!!（毛利蘭）

2004年
- INTERLUDE（日语：インタールード (ゲーム)）（高瀨優輝）
- 名偵探柯南：柯南、基德與水晶之母（毛利蘭）

2005年
- 名偵探柯南：以毛利小五郎為目標!! 少年偵探團的秘密調查!!（毛利蘭）

2006年
- 名偵探柯南：追蹤消失的鑽石！柯南、平次vs基德!!!（毛利蘭）

2007年
- 名偵探柯南：來自阿笠的挑戰書！阿笠對決柯南和少年偵探團!!（毛利蘭）

2008年
- 名偵探柯南：女高中生偵探 鈴木園子事件簿（毛利蘭）
- 名偵探柯南 MAGIC FILE：工藤新一 謎之牆壁和黑色拉布拉犬事件（毛利蘭）

2009年
- 名偵探柯南：十年後的陌生人（毛利蘭）
- 名偵探柯南 MAGIC FILE2：新一與小蘭 麻將牌與七夕的回憶（毛利蘭）

2010年
- 名偵探柯南：怪盜基德在陷阱之島（毛利蘭）
- 名偵探柯南 MAGIC FILE3：通往大阪什錦煎餅的艱辛之路（毛利蘭）

2011年
- 名偵探柯南 MAGIC FILE2011：新潟～東京 禮物狂想曲（毛利蘭）

2012年
- 名偵探柯南 BONUS FILE：9號半之花（毛利蘭）

### 網路動畫
- 名偵探柯南 vs Wooo（2011年，毛利蘭）
- 名偵探柯南 逃亡者·毛利小五郎（2014年，毛利蘭）
- 聖鬥士星矢 黃金魂 -soul of gold-（2015年，海倫娜）

### 遊戲
1994年
- CALIII（赫拉）
- 超真實麻雀（日语：スーパーリアル麻雀）PV（藤原綾）
- Basted（日语：バステッド (ゲーム)）（拉荷尼）
- 魔法氣泡CD（哈比）

1995年
- 卒業 ～Cross World（橫山惠）
- 金屬天使2（櫻小路彩香）

1996年
- 現代吸血鬼（凱倫）
- 戀愛物語（日语：エーベルージュ）（穆勒·維安登、費爾登·馬特烏斯）
- Eternal Melody（日语：エターナルメロディ）（邁耶·斯塔西亞）
- 星海遊俠（伊莉雅·施維斯特利、貝爾希）
- 鬥神傳3（日语：闘神伝）（瑞秋）
- POWER DoLLS FX（朱莉亞·雷巴古）
- 魔法氣泡CD通（哈比、Nomi）
- 純愛遊俠 ～永恆微笑～（日语：ブルーブレイカー 〜剣よりも微笑みを〜）（賽琪）
- BS超級瑪利歐兄弟USA Power Challenge（旁白）
- 銀河少女警察2086（索洛）

1997年
- 咯咯咯的鬼太郎（日语：ゲゲゲの鬼太郎 (ゲーム)）（田中良子、市松人偶、妖怪肉人偶）[注 6]
- 靈異教師神眉（速魚）[注 7]
- 卒業 Vacation（橫山惠）
- （哥魯德·H·麥金貝爾）
- 同級生2（怒り野ボツ子）
- 龍召還娘（斯魯克）
- 龍騎士4（薩拉）[注 8]
- （塞巴斯汀）
- FEDA 2：White surge the Platoon（日语：フェーダ）（辛西婭·西布魯）
- 瑪莉加 ～真實的世界～（日语：マリカ 〜真実の世界〜）（神崎春美）
- 金屬天使3（櫻小路彩香）
- Refrain Love（日语：リフレインラブ）（佐倉朋美）

1998年
- 孃樣特急（日语：お嬢様特急）（北上綠、成田園子）
- 黑須偵探物語（日语：クロス探偵物語）（山根涼子、神城一美）
- The Match Golf（佐伯夏菜）
- 兵蜂RPG（日语：ツインビーRPG）（薩魯特）
- DEAD OR ALIVE ++（綾音）
- 正邪幻想史（日语：ブラックマトリクス）（普拉哈）
- Prism Court（日语：プリズムコート）（西村京子）
- 純愛遊俠 BURST（賽琪）
- 巫紗的魔法物語（日语：ミサの魔法物語）（坂入春子）
- 純愛騎士（日语：みつめてナイト）（皮科、諾埃爾·阿切塔）
- 名偵探柯南[[[Wikipedia:格式手册/链接#章節|錨點失效]]]（毛利蘭）
- 迦陵演義（迦陵）
- 真實麻雀冒險 大海（日语：スーパーリアル麻雀）（藤原綾）

1999年
- 這裡和那裡（杵島美加）
- 女神戰記（梅爾提娜）
- 金田一少年之事件簿3 青龍傳說殺人事件（北條理惠）
- DEAD OR ALIVE 2（綾音）
- 護士物語（秋守香緒里）
- 正邪幻想史AD（普拉哈）

2000年
- Anime Championship（日语：ビシバシチャンプ）（加賀美厚子）
- infinity/Never7-the end of infinity-（朝倉沙紀）
- 正邪幻想史+（普拉哈）
- 名偵探柯南 三人的名推理（毛利蘭、高野良枝）

2001年
- From TV animation ONE PIECE 飛吧海賊團！（日语：ONE PIECE とびだせ海賊団!）（虹子）
- （萊佛士）

2002年
- DEAD OR ALIVE 3（綾音）
- 戰鬥封神（日语：バトル封神）（麗蘭）
- 封神演義2（鄧嬋玉、靈寶天尊）
- 名偵探柯南 最好的搭檔（毛利蘭）
- 雷電乒乓（日语：ライジンピンポン）（米琪）
- 聖石小子 ～未完的秘石～（霧子）

2003年
- INTERLUDE（日语：インタールード (ゲーム)）（高瀨優輝）
- DEAD OR ALIVE XTREME BEACH VOLLEYBALL（綾音）
- 信長之野望Online
- 勝負師傳說 哲也2 玄人頂上決戰（美見井）

2004年
- 皇牌空戰5 未被歌頌的戰爭（長瀨景）
- 戰國無雙（阿國、沙耶）
- 戰國無雙 猛將傳（阿國）
- DEAD OR ALIVE ULTIMATE（綾音）
- 忍者外傳（綾音）
- 全民高爾夫 攜帶版（舞）
- 名偵探柯南 大英帝國的遺產（毛利蘭）
- 勝負師傳說 哲也 DIGEST（咪咪）

2005年
- 激·戰國無雙（日语：激・戦国無双）（阿國）
- DEAD OR ALIVE 4（綾音）
- 天地之門（日语：天地の門）（祝融）
- 忍者外傳 黑之章（綾音）

2006年
- 女神戰記 蕾娜絲（梅爾提娜）
- 格鬥美神 武龍（日语：格闘美神 武龍）（毛蘭）
- 戰國無雙2（阿國、寧寧）
- 戰國無雙2 Empires（阿國、寧寧）
- DEAD OR ALIVE XTREME 2（綾音）
- 摔角天使生存者（日语：レッスルエンジェルス）（芝田美紀、秋山美姬）

2007年
- 戰國無雙KATANA（日语：戦国無双KATANA）（阿國、寧寧）
- 忍者外傳Σ（綾音）
- Panic Palette（日语：Panic Palette）（言雄琉佳〈盧卡·A·亞諾斯〉）
- 無雙OROCHI（阿國、寧寧）
- 名偵探柯南 偵探力訓練（毛利蘭）
- 名偵探柯南 追憶的幻想（毛利蘭）

2008年
- 宵星傳奇（瑪麗·考夫曼）
- 忍者外傳2（綾音）
- 花樣男子 -戀愛女子-（藤堂靜）
- Panic Palette 攜帶版（言雄琉佳〈盧卡·A·亞諾斯〉）
- Final Approach 2 ～1st priority～（日语：Φなる・あぷろーち2 〜1st priority〜）（國立千都瑠）
- 無雙OROCHI 蛇魔再臨（阿國、寧寧）

2009年
- 戰國無雙3 （阿國、寧寧）
- 宵星傳奇（瑪麗·考夫曼）[注 9]
- 忍者外傳Σ2（日语：NINJA GAIDEN Σ2）（綾音）
- 無雙OROCHI Z（阿國、寧寧）

2010年
- 永恆的盡頭（薇洛妮可）
- DEAD OR ALIVE Paradise（綾音）

2011年
- 戰國無雙3 猛將傳（阿國、寧寧）
- 戰國無雙3 Z（阿國、寧寧）
- 戰國無雙3 Empires（阿國、寧寧）
- 戰國無雙 Chronicle（阿國、寧寧）
- DEAD OR ALIVE Dimension（綾音）
- 無雙OROCHI 2（阿國、寧寧、綾音）
- 名偵探柯南 蒼藍寶石的圓舞曲（毛利蘭）

2012年
- 真·三國無雙 VS（綾音）
- 戰國無雙 Chronicle 2nd（阿國、寧寧[56]）
- DEAD OR ALIVE 5（綾音[57]）
- 忍者外傳3（綾音）
- 無雙OROCHI2 Special（阿國、寧寧、綾音）
- 無雙OROCHI2 Hyper（阿國、寧寧、綾音）

2013年
- 怪物烈傳 Oreca Battle（日语：モンスター烈伝 オレカバトル）（梅洛／人魚梅洛／冰之魔法使梅洛／梅洛（2015年登場））
- Chaos Heroes Online（謝麗爾[58]）
- 超級機器人大戰OG傳奇 魔裝機神III PRIDE OF JUSTICE（佛蘭·狄克森）
- DEAD OR ALIVE 5 ULTIMATE（綾音[59]）
- 無雙OROCHI2 Ultimate（阿國、寧寧、綾音）
- 名偵探柯南 人偶交響曲（毛利蘭[60]）

2014年
- 光明之響（艾瑪）
- 戰國無雙 Chronicle 3（寧寧、阿國[61]）
- 戰國無雙4（阿國[62]、寧寧[63]）
- 零～濡鸦之巫女～（綾音[64]）
- 名偵探柯南 幻影狂詩曲（毛利蘭[65]）

2015年
- 亡者戰記 -在另一側的天空下-（芝諾比婭[66]）
- 第3次超級機器人大戰Z 天獄篇（艾爾娜魯娜·邦斯特勞斯）
- DEAD OR ALIVE 5 Last Round（綾音[67]）
- 擂台☆夢想 女子職業摔角大戰（日语：リング☆ドリーム 女子プロレス大戦）（玉子、KUDO）

2016年
- VALKYRIE ANATOMIA -THE ORIGIN-（日语：ヴァルキリーアナトミア -ジ・オリジン-）（梅爾蒂娜）
- DEAD OR ALIVE Xtreme 3（綾音[68]）

2017年
- 閃亂神樂 PEACH BEACH SPLASH（綾音[69]）[注 10]
- 無雙☆群星大會串（綾音[70]）
- DEAD OR ALIVE Xtreme Venus Vacation（綾音[71]）

2018年
- 忍者大師 閃亂神樂 NEW LINK（日语：シノビマスター 閃乱カグラ NEW LINK）（綾音）
- 星海遊俠：回憶（日语：スターオーシャン:アナムネシス）（伊莉雅·施維斯特利、貝爾希、梅爾蒂娜）
- 碧藍幻想（毛利蘭[72]）
- 魔法氣泡!! Quest（日语：ぷよぷよ!!クエスト）（毛利蘭[73]）
- 無雙OROCHI 3（阿國、寧寧）

2019年
- 生死格鬥6（綾音[74]）
- 無雙OROCHI 3 Ultimate（阿國、寧寧）
- 星海遊俠1 初次啟航R（伊莉雅·施維斯特利、貝爾希）

2021年
- 妖怪手錶 噗尼噗尼（毛利蘭）

2022年
- 數碼寶貝絕境求生（亞基利獸）
- 另一個伊甸 穿越時空的貓（阿修迪亞）

### 廣播劇CD、卡式錄音帶
- 妖精狩獵者（井上律子）
- 天使怒嚎（日语：エンジェル・ハウリング）（米祖·畢安卡）
- 風色組曲 第二樂章 大地之歌（綾小路美也）
- 銀河少女傳說（日语：銀河お嬢様伝説ユナ）（綾川姬子）[注 11]
- 月華佳人 Lumen Lunae（日语：月華佳人 Lumen Lunae）（逢生秋鹿）
- GS美神各作品（瑪莉亞、小龍姬、海坊主）
- 少女漫畫CD書 玩具箱'93（露露）[注 12]
- 新撰組異聞 蒼狼的神話2 淺蔥色的黎明（同時擔任志津、京都方言指導）
- 青澀之戀 -再聚5秒前，就像相遇時一樣-（小泉葵）
- 卒業 ～Cross World相關CD（橫山惠、進路指導女教師）
- 劍之世界SFC2 巨人傳說序章1（凱烏斯）
- 太陽勇者（玲子）
- 真蓋特機器人 世界最後之日 外傳 月面十年戰爭～戰慄的預感（惠里香）
- TWIN SIGNAL（歐羅巴）
- 兵蜂PARADISE系列（薩魯特）
- Dia Main（日语：ディア マイン）（倉田咲十子）
- 日川玲子（日语：ひかわ玲子） 巴賽特英雄傳ELVERZ 卡式錄音帶文庫（米拉公主）
- 花之飛鳥組！外傳（日语：花のあすか組!#ドラマCD外伝）（星）
- 愛似百匯（藤秋櫻）
- 寄生前夜（織田梓）
- 夢幻遊戲（本鄉唯）
- FAKE -Final Act-（卡爾）
- 地球守護靈（可可絲）
- MAICO2010（日语：MAICO2010）（赤井百合子）
- 橘子醬男孩CD書冬季禮物（秋月茗子）
- 守護月天！再逢 Retrouvailles（山野邊翔子）
- 亂丸XXX（日语：乱丸XXX）（天使露咪）
- 午夜凶鈴（日语：リング (鈴木光司の小説)）（山村貞子）
- ONE ～光輝的季節～（里村茜）
- RHYTHM FORMULA（日语：RHYTHM FORMULA）（毛利蘭）[注 13]

### 外語配音

#### 電影
- 割喉奇兵
- 擋不住的奇蹟（蒂娜·鮑爾斯〈查理兹·塞隆〉）

#### 電視影集
- 歡樂家庭
- ONE PIECE（2023年，虹子）

#### 動畫
- 大力士（英语：Hercules (1998 TV series)）（女性）

### 特攝影集
- B-Fighter Kabuto（梅爾扎德媽媽的聲音）
- 戴拿·奧特曼（女戰士丘拉薩的聲音）

### 廣播節目
- 老師的時間（北川理央）
- 京極夏彥廣播劇 『百器徒然袋』（日语：京極夏彦ラジオドラマ 『百器徒然袋』）（早苗）
- （清少納言 等）
- （大石主稅 等）[注 14]
- CONAN RADIO（第2回、第3回節目嘉賓）
- 青山二丁目劇場（日语：青山二丁目劇場）『侘助』【來自森栗丸原作】（主人翁、栗太郎的母親，文化放送）
- 「諏訪道彥的SUWA RADIO」（2012年11月11、18日節目嘉賓，文化放送超A&G）

### 音樂CD
- 名偵探柯南 角色歌曲集 帝丹小學全員集合!!
  - 帝丹小學校歌／閉上眼睛PART2／少女之心（在卡拉OK包廂）

### 旁白

#### 現在
TBS
- SUNDAY JAPON（日语：サンデージャポン）（2001年10月－）
- 有吉JAPON（日语：有吉ジャポンジロジロ有吉）（2012年－）

NHK系列
- 達令是外國人（日语：ダーリンは外国人）（NHK BS1，旁白）
- 七武士（日语：プレミアムコント）（NHK BS Premium，旁白）
- 特報首都圈（日语：特報首都圏）（NHK，不定期旁白）

其它
- 「Tokyo Disney Resort Style」東京迪士尼度假區各種設施、機動遊戲介紹廣播（2010年－）
- Three F（日语：スリーエフ）（便利超商店內廣播）
- 富士藥品藥妝集團（Drug Sames）（日语：富士薬品#富士薬品ドラッグストアグループ）店內廣播
- 相模原市立博物館（日语：相模原市立博物館）星象儀節目（輝夜姬的聲音、解說，Libra製作）
- 野島（日语：ノジマ）（家電量販店店內廣播）[75]

#### 過去
朝日電視網
- TURNING POINT（日语：ターニングポイント (バラエティ番組)）（優香記事單元旁白，朝日放送）
- 爆笑問題找檢索Chan（日语：爆笑問題の検索ちゃん）（朝日電視台）

富士電視台
- 美好的一天（日语：おはよう!ナイスデイ）
- 資訊Presenter 獨家新聞！

TBS電視網
- TBS
  - 世界田徑錦標賽
  - KAT-TUN的世界第一不行的夜晚（日语：KAT-TUNの世界一ダメな夜!）（2012年）
  - 白熱LIVE Vivit→Vivit（日语：ビビット (テレビ番組)）（2015年－2019年9月）
- MBS

NHK系列
- NHK教育
  - 100分de名著（日语：100分de名著）（「愛的藝術」、「孫子兵法」的敘事）
- NHK綜合
  - 兒童新聞週刊（聲音演出）
  - 那些我們聽過的歌曲（日语：あの歌がきこえる）（聲音演出）
- NHK
  - 2016里約奧運（比賽規則解說的旁白）

其它電視台
- 石川佳純 （旁白，東京電視台）2021年11月14日

廣告
- 星象儀（筑波博覽中心（日语：つくばエキスポセンター）星象儀節目企劃的解說，山崎和烓奈名義、與增岡弘共同演出）
- 推理要在晚餐後（廣告旁白）飾演 寶生麗子

### 舞台
- 劇團Theatrical Base Once More（日语：菅谷勇）「月之砂漠 -THE MYSTERY TRIP-」（1998年10月7日－11日，Theater Sun Mall（日语：シアターサンモール））
- 劇團大富豪第7回公演「流星」（2011年8月3日－7日，笹塚Factory）
- 高瀨道場（日语：高瀬道場）「新選組完結篇 血斗油小路」（2012年10月5日、6日）
- 青二Production小林孝作企劃製作公演「那時你還年輕」（2012年11月15日－18日）
- （2018年3月28日‐4月2日，更不動搖密藏院（日语：密蔵院））[76]

等許多舞台公演演出。

### 電視劇
- 德川慶喜（1998年，NHK）－仲居

### 電視節目
- 天才兒童YOU（ぐりんきゅあら）

### 柏青哥、角子機
- 角子機迷你裙波麗士2（日语：出動!ミニスカポリス）（真紀）
- 柏青哥亂馬½（久遠寺右京）

### 其它
- 日本歷史旅行家（悠奈）
- PC Engine FAN（日语：PC Engine FAN）（愛的聲音）
- 漫畫視頻Crusher Joe（日语：クラッシャージョウ） 細野不二彥版（艾爾芬）
- 金曜ROAD SHOW！（日语：金曜ロードショー） 副聲道解說（iPARTNER）

## 腳註

## 外部連結
- 山崎和佳奈｜青二Production （日語）
- 日本電影數據庫（JMDb）上山崎和佳奈的資料（日語）
- 山崎和佳奈 （页面存档备份，存于） （日語）—allcinema（日语：allcinema）
- 山崎和佳奈 （页面存档备份，存于） （日語）—KINENOTE
- 山崎和佳奈 （页面存档备份，存于） （日語）—MOVIE WALKER PRESS（日语：MOVIE WALKER PRESS）
- Wakana Yamazaki在互联网电影资料库（IMDb）上的資料（英文）
- 山崎和佳奈 （页面存档备份，存于） （日語）—日本藝人名鑑（日语：日本タレント名鑑）
- 山崎和佳奈 （页面存档备份，存于） （日語）—Talent Date Bank
- 聲優組合「backdrops」公式官網 （日語）